# Заборье (Владимирская область)
Заборье — село в Юрьев-Польском районе Владимирской области России, входит в состав Симского сельского поселения.

## География
Село расположено на берегу реки Селекша в 10 км на северо-восток от центра поселения села Сима и в 33 км на север от райцентра города Юрьев-Польский.

## История
В XIX — начале XX века село входило в состав Симской волости Юрьевского уезда, с 1925 года — в составе Юрьев-Польского уезда Иваново-Вознесенской губернии. В 1859 году в селе числилось 30 дворов, в 1905 году — 42 двора.
С 1929 года село входило в состав Заборьевского сельсовета Юрьев-Польского района, с 1940 года — в составе Симского сельсовета, с 2005 года — в составе Симского сельского поселения.

## Население
| 1859 | 1905 | 2002 | 2010 | 2021 |
| ---- | ---- | ---- | ---- | ---- |
| 182  | ↗255 | ↘10  | ↘3   | ↗4   |